# Benaguasil (kommunhuvudort)
Benaguasil är en kommunhuvudort i Spanien.   Den ligger i provinsen Província de València och regionen Valencia, i den östra delen av landet, 280 km öster om huvudstaden Madrid. Benaguasil ligger 103 meter över havet och antalet invånare är 11 011.
Terrängen runt Benaguasil är huvudsakligen platt. Benaguasil ligger nere i en dal. Runt Benaguasil är det tätbefolkat, med 369 invånare per kvadratkilometer. Närmaste större samhälle är Paterna, 17,0 km sydost om Benaguasil. Trakten runt Benaguasil består till största delen av jordbruksmark.